# Дочь якудзы
«Дочь якудзы» (яп. 「ヤクザガール」) — российская комедия 2010 года режиссёров Сергея Бодрова-старшего и Гульшад Омаровой, снятая совместно с японскими кинематографистами. Главную роль девочки Юрико исполнила десятилетняя японская школьница Тика Аракава.

## Сюжет
У меня мама якудза, папа — камикадзе. Типично русская семья (Лёха)

 Харакири в нашей стране надо внедрять насильственно (учитель)
Милая маленькая японская девочка Юрико не расстаётся со своим плюшевым медведем. Она внучка Ямады, влиятельного главы японской мафии — якудза. Его боятся все, он не боится никого, но боится за Юрико. Всегда рядом с ней бдительная охрана, и даже в школу её сопровождают телохранители. Как-то у Ямады случаются «временные трудности», и он ради безопасности отправляет Юрико учиться в Италию.
Но по дороге самолёт из-за плохой погоды совершает вынужденную посадку в России. После преследования представителями соперничающего клана телохранители исчезают, и Юрико оказывается одна в незнакомой стране.
Но Юрико привыкла быть сильной. Она ещё и спасти может кого-нибудь. И спасает Лёху — непутёвого угонщика машин, только что сбежавшего из тюрьмы. Он-то решил завязать с преступным миром, но вот узнаёт, что по японскому обычаю должен служить всю жизнь этой дочке якудзы…

Сначала Лёха и слышать ничего не хочет о каком-то «гири». Но со временем, когда понимает, что единственное существо на этом свете, которому он действительно дорог — это маленькая японская девочка, парень признаёт, что «Гири» — не пустой звук.— Ксения Сахарнова, ПрофиСинема, 2010 год
Десятилетняя японская девочка Юрико и русский непутёвый паренёк Лёха — одни против всего города, против японских якудза и русских воров, продажных ментов и меркантильных обывателей, охотящихся на девочку за обещанное за неё мафией вознаграждение в 10 миллионов евро.

## В ролях
— Как вы общались со своей главной героиней, Чикой Аракава? 
— У нас есть замечательная переводчица Саша, а к концу работы мы уже понимали друг друга без слов. К тому же Чика выучила для роли целые диалоги на русском языке.
Российские производители кино не останавливались, пока не были полностью удовлетворены своей работой. Они были забавными, добрыми и весёлыми людьми.
- Тика Аракава — Юрико Ямадо
- Вадим Дорофеев — Лёха Авдеев
- Сергей Гармаш — дядя Антон, полковник
- Ирина Розанова — тётя Марфа
- Сергей Газаров — «Якут»
- Виталий Хаев — «Хохол»
- Ирина Рахманова — Зинка
- Виктор Сухоруков — учитель
- Анна Михалкова — невеста
- Сергей Фролов — жених
- Артур Смольянинов — следователь
- Хирофуми Араи[англ.] — Рики
- Ёситака Ямагами — Накато
- Хидэюки Цутия — Тадзи
- Так Сакагути[англ.] — Таку
- Такаси Асаи — Асаи, охранник Юрико
- Наомаса Мусака — Ямада, дедушка Юрико
- Тэцуя Ёсида — адвокат Ямады
- Сакити Сато — капитан полиции
- Акинори Андо — молодой полицейский
- Исао Карасава — убийца

## Критика
«Дочь якудзы» — типичная советская (разумеется, не в хронологическом, а в типологическом смысле) комедия, из которой (трудно сказать, хотели ли этого авторы) становится ясно: советские времена прошли, а шестая часть суши оставила по себе наследство, которое даже при желании растранжирить очень трудно. Ничего не меняется. Взятки, коррупция — даже Юрико, внучке японского атворитета-якудзы, в своей Японии такое и не снилось. Да что там девочке — даже её дедушке не снилось. Столкновение двух культур — всегда сюжет.— Российская газета, 27 августа 2010

## Съёмки
Съёмки фильма велись вначале в Японии в городах Токио и Киото, затем в Крыму в городе Керчь.

## Прокат
Фильм был представлен 25 августа 2010 во Владивостоке на кинофестивале «Меридианы Тихого», будучи фильмом открытия фестиваля.
В кинотеатрах России со 2 сентября 2010 года, за почти два месяца проката фильм посмотрели 70 762 зрителей, кассовые сборы составили 11 192 396 рублей.
В кинотеатрах Японии с 22 октября 2011 года.

## Фестивали и награды
За роль в фильме Тика Аракава в 2011 году получила приз за лучшую женскую роль на Международном кинофестивале Comedy Cluj (Румыния).